# Angry Birds 2 - Filmen
Angry Birds 2 - Filmen (eng. The Angry Birds Movie 2) er en animeret amerikansk og finsk film fra 2019 instrueret af Thurop Van Orman. Filmen er animeret af selskabet Sony Pictures Animation og Rovio Animation i samarbejde med Columbia Pictures.
Filmen blev fulgt op af Angry Birds Filmen (2019).

## Danske stemmer[1]
- Brian Mørk som Alex
- Mikkel Vadsholt som Bomb
- Mette Marckmann som Bombs Mor
- Alexander Husum som Carl
- Ruben Søltoft som Chuck
- Sofie Flykt som Courtney
- Signe Lindkvist som Debbie
- Bea Sarockaite som Ella
- Karsten Lagermann som Fortæller
- Lasse Rimmer som Garry
- Nikolaj Stokholm som Glenn
- Niclas Vessel Kølpin som Hal
- Kasper Leisner som Hank
- Niki Topgaard som Jerry
- Henrik Koefoed som Kramkræmmer
- Peter Zhelder som Leonard
- Ditte Hansen som Matilda
- Thomas Mørk som Mægtige Ørn
- Maria Meldgaard Mortensen som Pinky
- Sigurd Holmen Le Dous som Red
- Aya Ingrid Alber som Sam-Sam
- Stephania Potalivo som Silver
- Peter Thieme som Steve
- Lars Thiesgaard som Terence
- Vega Nana Mehrens som Vivi
- Jette Sophie Sievertsen som Willow	·
- Iben Hjejle som Zeta
- Idun Mealor Olsen som Zoe